# تتیس (اسطوره)
در اسطوره‌شناسی یونانی، تتیس (به یونانی: Τηθύς، به انگلیسی: Tethys) یکی از شش دختر اورانوس و گایا و همسر تایتان اوکئانوس بود. او مادر خدایان رودخانه‌ها و اوکئانیدها بود. تتیس با برادرش اوکئانوس ازدواج کرد و از او دارای بیش از ۳۰۰۰ فرزند شد. آن‌ها چشمه‌ها، دریاچه‌ها و رودخانه‌های جهان بودند. تتیس برای رئا به مانند مادری می‌بود و او را در حین جنگ میان تایتان‌ها با المپ‌نشینان بزرگ کرد.
با این که تتیس نقش فعالی در اسطوره‌ها نداشت و معابد خاصی به او اختصاص نیافته بود، در موزاییک‌های تزئینی حمام‌ها و استخرها در شرق یونانی و غرب لاتین، به ویژه در انطاکیه، به تصویر کشیده شده است.
هزیود او را به‌عنوان یکی از تایتان‌های فرزندان اورانوس و گایا معرفی می‌کند و او را مادر خدایان متعدد رودخانه‌ها معرفی می‌کند.

## تبارشناسی تتیس
تتیس یکی از فرزندان تیتان اورانوس (آسمان) و گایا (زمین) بود.
هزیود خواهران و برادران تیتان او را اوکئانوس، کئوس، کریوس، هیپریون (اسطوره)، یاپتوس، تئا، رئا (اسطوره)؛رئا، تمیس، نماسینی، فیبی و کرونوس ذکر می‌کند.
تتیس با برادرش اوکئانوس، رودخانه‌ای عظیم که جهان را احاطه کرده بود، ازدواج کرد و از او مادر پسران بیشمار (خدایان رودخانه) و دختران بیشمار (اوکئانیدها) شد.
طبق گفته هزیود، سه هزار (یعنی بیشمار) خدای رودخانه وجود داشت.
اینها شامل Achelous، خدای رود ایچلس، بزرگ‌ترین رودخانه در یونان، که دخترش را به ازدواج Alcmaeon درآورد.

## مادر نخستین
در کتاب چهاردهم ایلیاد، بخشی وجود دارد به نام «فریب زئوس». این بخش نشان می‌دهد که شاید هومر با روایتی آشنا بوده که در آن، اوکئانوس و تتیس (برخلاف روایت هزیود که اورانوس و گایا را والدین خدایان می‌داند) والدین اولیه خدایان بوده‌اند. در دو جا، هومر، هرا را در حال توصیف این زوج به عنوان «اوکئانوس، که خدایان از او زاده شده‌اند، و مادر تتیس» نشان می‌دهد. به گفته‌ام. ال. وست، این سطرها به اسطوره‌ای اشاره دارند که در آن اوکئانوس و تتیس اولین والدین تمام خدایان هستند.
اما تیموتی گانتز نظر دیگری دارد. او می‌گوید که «مادر» می‌تواند به این معنی باشد که تتیس مدتی مادرخوانده هرا بوده است (همان‌طور که هرا در ادامه می‌گوید). همچنین، اشاره به اوکئانوس به عنوان منشأ خدایان می‌تواند فقط یک لقب شاعرانه باشد که به رودخانه‌ها و چشمه‌های بی‌شماری که از اوکئانوس سرچشمه می‌گیرند، اشاره دارد (مثل ایلیاد ۲۱٫۱۹۵–۱۹۷). اما در جای دیگری از ایلیاد، هیپنوس هم اوکئانوس را «منشأ همه چیز» می‌نامد. به گفته گانتز، این به این معنی است که هومر، اوکئانوس را پدر تیتان‌ها می‌دانسته است.
افلاطون در کتاب تیمائوس، شجره‌نامه‌ای (احتمالاً اورفئوس) ارائه می‌دهد که شاید تلاشی برای حل این اختلاف بین هومر و هزیود باشد. در این شجره‌نامه، اورانوس و گایا والدین اوکئانوس و تتیس هستند و اوکئانوس و تتیس والدین کرونوس، رئا، دیگر تیتان‌ها و فورسیس هستند. افلاطون در کتاب کراتیلوس، به نقل از اورفئوس می‌گوید که اوکئانوس و تتیس اولین کسانی بودند که ازدواج کردند. این هم می‌تواند نشان‌دهنده یک تبارشناسی اورفئوس باشد که در آن اوکئانوس و تتیس (و نه اورانوس و گایا) والدین اولیه بوده‌اند.
به نظر می‌رسد که افلاطون، فورسیس را به عنوان یک تیتان (برادر کرونوس و رئا) و آپولودوروس، دیونه (مادر آفرودیت از زئوس) را به عنوان سیزدهمین تیتان در نظر گرفته‌اند. این نشان می‌دهد که در سنت اورفئوس، دوازده تیتان هزیود فرزندان اوکئانوس و تتیس بوده‌اند و فورسیس و دیونه جای اوکئانوس و تتیس را گرفته‌اند.
به گفته اپیمنیدس، دو موجود اولیه، شب و آئر، تارتاروس را به وجود آوردند که او هم دو تیتان (احتمالاً اوکئانوس و تتیس) را به وجود آورد که از آنها تخم جهانی پدید آمد.

## اسطوره‌شناسی

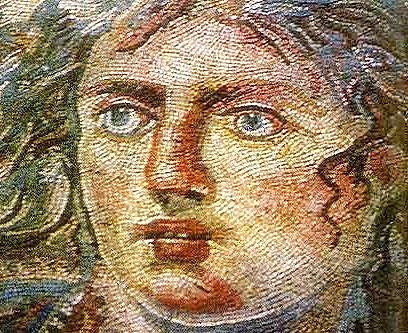
موزاییک (جزئیات) تتیس، از فیلیپوپولیس (شهبا امروزی، سوریه)، قرن چهارم پس از میلاد، موزه شهبا.

تتیس نقش فعالی در اساطیر یونانی ندارد. تنها داستان اولیه دربارهٔ او، روایتی است که هومر به‌طور خلاصه در بخش «فریب زئوس» در ایلیاد نقل می‌کند. در این روایت، هرا می‌گوید که وقتی زئوس در حال خلع کرونوس بود، مادرش رئا او را برای حفظ امنیت به تتیس و اوکئانوس سپرد و آنها با عشق از او مراقبت کردند. هرا این را در حالی می‌گوید که وانمود می‌کند برای آشتی دادن والدین خوانده‌اش (که از هم عصبانی هستند و دیگر رابطه جنسی ندارند) به ملاقات آنها می‌رود.
در ابتدا، تتیس همسر اوکئانوس بود، اما بعدها با دریا یکی شد. در شعر هلنیستی و رومی، نام تتیس به عنوان یک اصطلاح شاعرانه برای دریا به کار می‌رفت.
تنها داستان دیگری که تتیس در آن نقش دارد، یک اسطوره نجومی دربارهٔ صورت فلکی دب اکبر است که تصور می‌شد نشان‌دهنده تبدیل کالیستو به یک خرس و قرار گرفتن او در میان ستارگان توسط زئوس است. این اسطوره توضیح می‌دهد که چرا این صورت فلکی هرگز غروب نمی‌کند و می‌گوید چون کالیستو معشوقه زئوس بوده، تتیس به او اجازه نداده به اعماق اقیانوس برود، زیرا نگران هرا (همسر حسود زئوس و فرزندخوانده خودش) بوده است.
کلاودیان نوشته است که تتیس، هلیوس و سلنه (فرزندان خواهر و برادرش هیپریون و تئا) را در نوزادی، زمانی که نورشان ضعیف بود، در سینه خود پرورانده است.
در دگردیسی‌های اووید، تتیس، آساکوس را به یک پرنده غواص تبدیل می‌کند.
گاهی تتیس با تتیس پری دریایی (همسر پلئوس و مادر آشیل) اشتباه گرفته می‌شد.

## تتیس به عنوان تیامات
ام.ال. وست در بخش «فریب زئوس» در ایلیاد، به اسطوره‌ای کهن اشاره می‌کند که در آن تتیس مادر خدایان بوده و مدت‌ها از همسرش جدا شده است. وست حدس می‌زند که این جدایی می‌تواند به جدایی آب‌های بالا و پایین (و به‌طور مشابه، جدایی آسمان و زمین) اشاره داشته باشد. این موضوع شبیه داستان آبزو و تیامات در کیهان‌شناسی بابلی است که در آن آب‌های مذکر و مؤنث که در ابتدا با هم یکی بودند، از هم جدا می‌شوند. اما به گفته وست، در زمان هزیود، این اسطوره تقریباً فراموش شده بود و تتیس فقط به عنوان همسر اوکئانوس شناخته می‌شد. این شباهت احتمالی بین اوکئانوس و تتیس با آبزو و تیامات توسط نویسندگان دیگری هم ذکر شده است و احتمالاً نام تتیس از نام تیامات گرفته شده است.

## شمایل‌نگاری

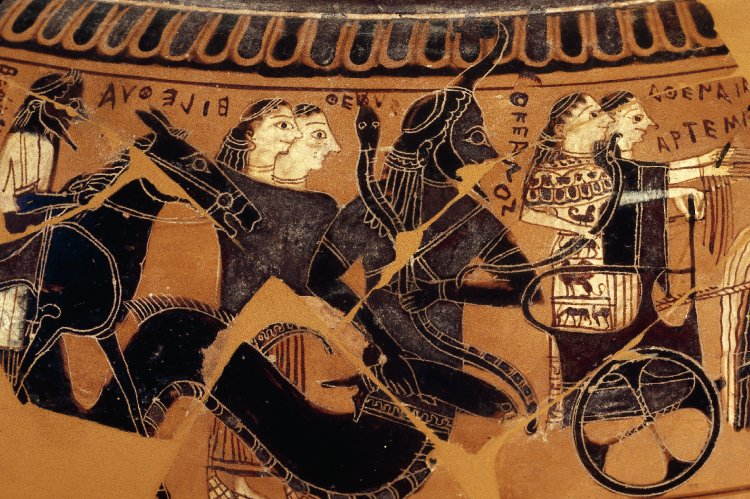
جزئیات تتیس در حال حضور در عروسی پلئوس و تتیس، روی یک دینوس سیاه‌نقش آتیک اثر سوفیلوس، حدود ۶۰۰–۵۵۰ پیش از میلاد، موزه بریتانیا ۹۷۱٫۱۱–۱٫۱.

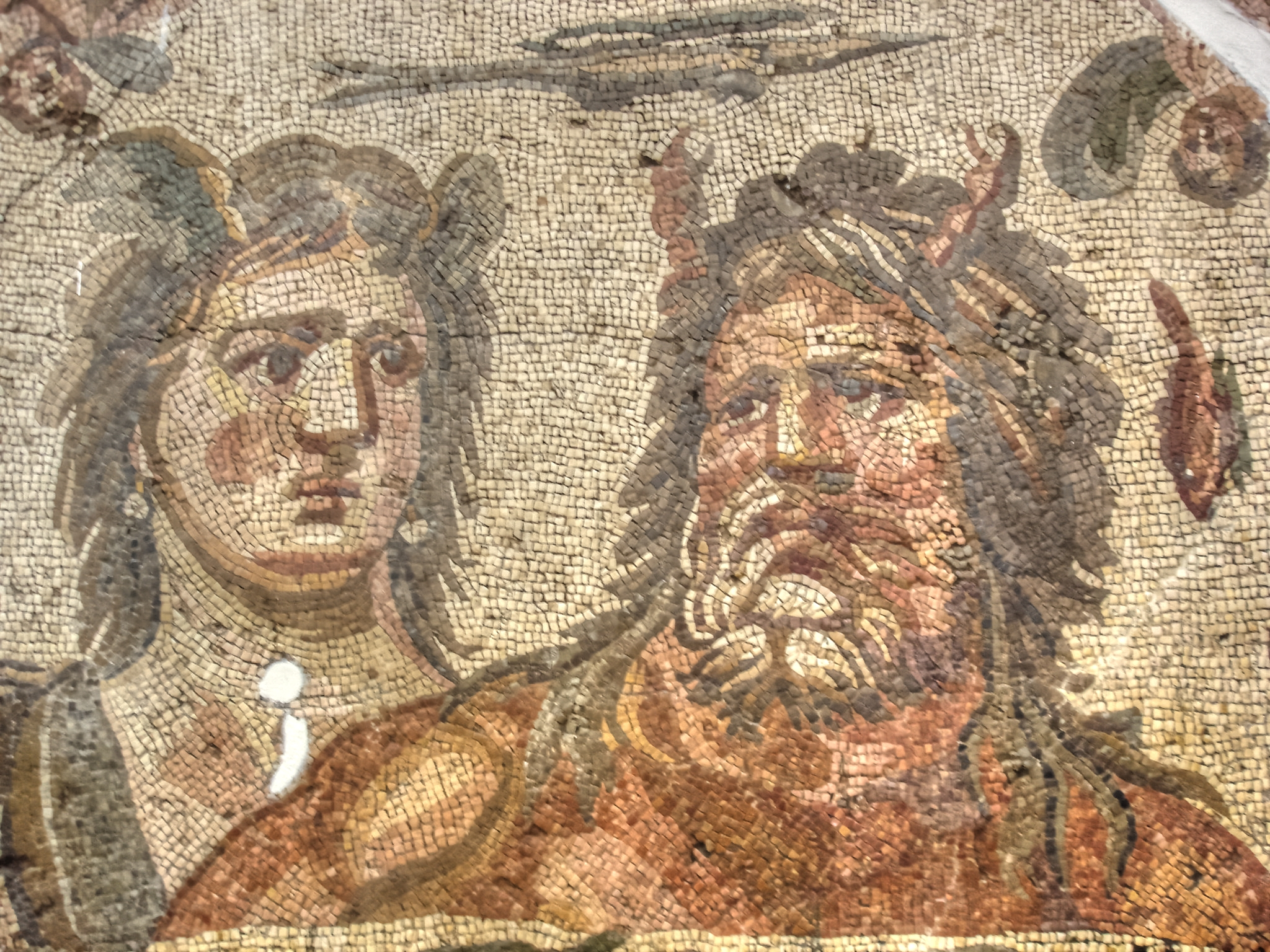
موزاییک (جزئیات) تتیس و اوکئانوس، کشف شده از خانه مناندر، دافنه (حربیه امروزی، ترکیه)، قرن سوم پس از میلاد، موزه باستان‌شناسی ختای ۱۰۱۳

تصاویر تتیس قبل از دوره رومی کمیاب هستند. تتیس با کتیبه‌ای که نام او را نشان می‌دهد (ΘΕΘΥΣ)، به عنوان بخشی از تصویری از عروسی پلئوس و تتیس، روی یک گلدان سفالی سیاه‌نقش آتیک از اوایل قرن ششم پیش از میلاد، اثر سوفیلوس، دیده می‌شود (موزه بریتانیا ۱۹۷۱٫۱۱۱–۱٫۱). تتیس به همراه ایلیتیا، الهه زایمان، در انتهای صف خدایان دعوت‌شده به عروسی، پشت سر اوکئانوس حرکت می‌کند. همچنین حدس زده می‌شود که تتیس در تصویر مشابهی از عروسی پلئوس و تتیس که روی گلدان فرانسوا (فلورانس ۴۲۰۹) از اوایل قرن ششم پیش از میلاد به تصویر کشیده شده است، نیز حضور داشته باشد. احتمالاً تتیس به عنوان یکی از خدایان در حال نبرد با غول‌ها در نقش برجسته گیگانتوماکی از محراب پرگامون در قرن دوم پیش از میلاد نیز ظاهر شده است. فقط بخش‌هایی از این تصویر باقی مانده است: قسمتی از یک چیتون زیر بازوی چپ اوکئانوس و دستی که شاخه بزرگی از درخت را گرفته است که در پشت سر اوکئانوس دیده می‌شود.
در طول قرن‌های دوم تا چهارم پس از میلاد، تتیس (گاهی با اوکئانوس و گاهی به تنهایی) به‌طور نسبتاً مکرر در موزاییک‌های تزئین حمام‌ها، استخرها و تریکلیا در شرق یونان، به ویژه در انطاکیه و حومه آن، دیده می‌شود. ویژگی‌های شناسایی او بال‌هایی است که از پیشانی او جوانه می‌زند، یک سکان/پاروی، و یک کتوس (موجودی از اساطیر یونان با سر اژدها و بدن مار). اولین نمونه از این موزاییک‌ها که به عنوان تتیس شناخته می‌شود، یک تریکلیا مشرف به استخر را تزئین می‌کرد که از خانه تقویم در انطاکیه کشف شد و قدمت آن به اندکی پس از ۱۱۵ میلادی می‌رسد (موزه باستان‌شناسی ختای ۸۵۰). تتیس، در سمت چپ دراز کشیده است و اوکئانوس در سمت راست. او موهای بلند، پیشانی بالدار و تا کمر برهنه است و پاهایش پوشیده است. یک کتوس به دور بازوی راست بلند شده او پیچیده شده است. از دیگر موزاییک‌های تتیس با اوکئانوس می‌توان به موزه باستان‌شناسی ختای ۱۰۱۳ (از خانه مناندر، دافنه)، موزه باستان‌شناسی ختای ۹۰۹۵، و موزه هنر بالتیمور ۱۹۳۷٫۱۲۶ (از خانه قایق روان: تریکلیا) اشاره کرد.
در موزاییک‌های دیگر، تتیس بدون اوکئانوس ظاهر می‌شود. یکی از این موزاییک‌ها، موزاییکی از قرن چهارم پس از میلاد از یک استخر (احتمالاً یک حمام عمومی) است که در انطاکیه پیدا شد و اکنون در بوستون، ماساچوست، در تالار مورگان دانشکده بازرگانی هاروارد نصب شده است و قبلاً در دامبارتون اوکس، واشینگتن دی سی بود (دامبارتون اوکس ۷۶٫۴۳). این موزاییک، علاوه بر گلدان سوفیلوس، تنها تصویر دیگری از تتیس است که با کتیبه مشخص شده است. در اینجا تتیس، با پیشانی بالدار، با شانه‌های برهنه و موهای بلند تیره که از وسط جدا شده‌اند، از دریا بیرون می‌آید. یک سکان طلایی به شانه راست او تکیه داده است. از دیگر موزاییک‌ها می‌توان به موزه باستان‌شناسی ختای ۹۰۹۷، موزه شهبا (در محل)، موزه هنر بالتیمور ۱۹۳۷٫۱۱۸ (از خانه قایق روان: اتاق شش)، و گالری هنر یادبود ۴۲٫۲ اشاره کرد.
در اواخر دوره این موزاییک‌ها، به نظر می‌رسد شمایل‌نگاری تتیس با الهه دریایی دیگری به نام تالاسا، که تجسم یونانی دریا است (تالاسا کلمه یونانی دریا است)، ادغام می‌شود. چنین تحولی با استفاده مکرر از نام تتیس به عنوان یک مرجع شاعرانه برای دریا در شعر رومی مطابقت دارد (به بالا مراجعه کنید).

## کاربردهای امروزی نام
تتیس، یکی از قمرهای سیاره زحل، و اقیانوس تتیس ماقبل تاریخ، به نام این الهه نامگذاری شده‌اند.